# Tennessee (film)
 For alternative betydninger, se Tennessee (flertydig). (Se også artikler, som begynder med Tennessee)
Tennessee er en amerikansk dramafilm fra 2008 produceret af Lee Daniels. VVS Films har erhvervet alle de canadiske rettigheder til filmen, , mens de amerikanske rettigheder ejes af Lee Daniels Entertainment.
Vivendi Entertainment har erhvervet alle amerikanske rettigheder til Tennessee. 

## Plot
To brødre, Ellis (Ethan Peck) og Carter (Adam Rothenberg), rejser ud på en rejse fra New Mexico for at finde deres fremmedgjorte far i håb om at redde Ellis, som er blevet diagnosticeret med terminal leukæmi. Undervejs, i Texas, møder de Krystal (Mariah Carey), en aspirerende sanger, der flygter fra sin kontrollerende ægtemand, Frank (Lance Reddick), og slutter slutte sig til dem på deres rejse. 

## Cast
- Ethan Peck som Ellis
- Adam Rothenberg som Carter
- Mariah Carey som Krystal
- Lance Reddick som Frank
- Michelle Harris som Karen
- Bill Sage som Roy
- Melissa Benoist som Laurel

## Eksterne Henvisninger
- Tennessee på Internet Movie Database (engelsk)
- Tennessee på AlloCiné (fransk)
- Tennessee på MovieMeter (nederlandsk)
- Tennessee på AllMovie (engelsk)
- Tennessee på The Movie Database (engelsk)
- Tennessee på Rotten Tomatoes (engelsk)
- Tennessee på Metacritic (engelsk)
- Tennessee på Box Office Mojo (engelsk)
- Tennessee på Filmaffinity (engelsk)
- Tennessee på Netflix (engelsk)